# Damon Allen
Damon Allen (San Diego, 29 luglio 1963) è un ex giocatore di football americano statunitense che ha giocato nel ruolo di quarterback nella Canadian Football League (CFL). È il leader di tutti i tempi del football professionistico per yard complessivamente passate e corse.

## Carriera
Allen iniziò la carriera professionistica firmando nel 1985 come free agent con gli Edmonton Eskimos, con cui vinse due Grey Cup nel 1987 e nel 1993, venendo premiato in entrambi i casi come miglior giocatore della finale. In carriera giocò anche con gli Ottava Rough Riders (1989-1991), gli Hamilton Tiger-Cats (1992), i Memphis Mad Dogs (1995), i BC Lions (1996-2002, con cui vinse la sua terza Grey Cup nel 2000) e infine i Toronto Argonauts (2003-2007, con la quarta Grey Cup vinta nel 2003, premiato per la terza volta come miglior giocatore della finale).
Allen è al secondo posto nella classifica di tutti i tempi del football professionistico e secondo nella storia della CFL per yard passate, dopo essere stato superato da Anthony Calvillo dei Montreal Alouettes il 10 ottobre 2011. È stato il leader del football professionistico per la somma di yard passate e corse con 84.301. Si ritirò come miglior passatore della storia del football professionistico con 72.381, avendo superato il totale di Warren Moon di 70.553 yard (sommando CFL e NFL) il 4 settembre 2006. Si ritirò anche al terzo posto nella storia della CFL per yard corse con 11.920 yard, dietro Mike Pringle e George Reed. La stagione 2007 fu la 23ª e ultima di Allen nella CFL. Annunciò ufficialmente il proprio ritiro il 28 maggio 2008 all'età di 44 anni. Allen è il fratello minore dell'Hall of Famer della NFL Marcus Allen.
Allen è considerato uno dei migliori quarterback di tutti i tempi della CFL. Nel 2005 è stato premiato come MVP della lega all'età di 42 anni, diventando il più vecchio MVP degli sport professionistici nordamericani. Nel 2012 è stato inserito nella Canadian Football Hall of Fame.

## Palmarès

### Franchigia
- Grey Cup: 4

Edmonton Eskimos: 1987, 1993
BC Lions: 2000
Toronto Argonauts: 2004

### Individuale
- MVP della CFL: 1

2005
- MVP della Grey Cup: 3

1987, 1993, 2004
- Canadian Football Hall of Fame (classe del 2012)
- Classificato al 14º posto tra i migliori 50 giocatori della storia della CFL da TSN

## Statistiche
| Yard lanciate     | 72.381 |
| Touchdown         | 394    |
| Intercetti subiti | 278    |
| Passer rating     | 83,8   |